# Nina Maag
Nina Maag (* 28. September 1972 in München als Nina Müller) ist eine deutsche Filmproduzentin, spirituelle Lebensberaterin und Autorin.

## Leben
Nina Maag absolvierte ein deutsch-französisches Abitur in München und studierte von 1995 bis 1999 Produktions- und Medienwissenschaften an der Hochschule für Fernsehen und Film München bei Manfred Heid. Sie arbeitete währenddessen als Werbe-Producerin für die Roman Kuhn Filmproduktion, wo sie mit jungen Regisseuren wie Markus Goller und Hans Horn das Label YOUNG GUNS aufbaute.
1998 erhielt sie das GWFF Stipendium in Los Angeles und absolvierte Creative Writing Kurse an der UCLA. Seit dem Jahr 1999 produzierte sie zahlreiche Filme für Rat Pack Filmproduktion und Constantin Film, unter anderem preisgekrönte Produktionen wie Das Phantom mit Jürgen Vogel, Meine verrückte türkische Hochzeit mit Florian David Fitz sowie Die Welle mit Frederick Lau und Elyas M’Barek.
2009 wechselte Nina Maag als Produzentin zu UFA Cinema. Es entstanden unter anderem der internationale Politthriller Die vierte Macht mit Moritz Bleibtreu, die Romanverfilmung Das Wochenende von Bernhard Schlink mit Sebastian Koch und Tobias Moretti und die Kinokomödie Die Relativitätstheorie der Liebe mit Katja Riemann und Olli Dittrich.
Im Jahre 2012 leitete sie für Til Schweiger die Dependance von Barefoot Films in München. 2013 gründete sie mit Veronica Ferres die Firma Construction Filmproduktion in München und Los Angeles. Sie war als Geschäftsführerin und Produzentin unter anderem für die Produktionen Salt and Fire von Werner Herzog mit Michael Shannon und Gael García Bernal sowie die Koproduktion Hectors Reise oder die Suche nach dem Glück mit Rosamund Pike und Simon Pegg als auch für die Kinokomödie Unter deutschen Betten mit Veronica Ferres und Heiner Lauterbach verantwortlich. Auf eigenen Wunsch verließ sie das Unternehmen. 2019 wechselte sie zu Bavaria Fiction in die Abteilung internationale Produktionen und Serien. Als Head of high-end streaming content war sie unter anderem verantwortlich für Staffel IV der TV-Serie Das Boot sowie die TV-Serie Was wir fürchten für ZDFneo. Seit 2024 arbeitet sie als freie Produzentin, Coach und Beraterin.
Maag gründet 2020 die White Tiger Empowerment.
Im September 2021 wurde bekanntgegeben, dass Nina Maag als Produzentin an der Verfilmung des Romans MondSilberLicht von Marah Woolf beteiligt sein wird. Der US-amerikanische Streaminganbieter Netflix will in den kommenden drei Jahren eine halbe Milliarde Euro für deutschsprachige Produktionen ausgeben, wovon die Verfilmung profitieren soll.
2022 erschien ihr Buch Das Fühlen der Wirklichkeit.
Nina Maag ist Mitglied der Deutschen Filmakademie. Sie lebt und arbeitet in München und Südfrankreich.

## Filmografie (Auswahl)
- 2000: Das Phantom
- 2001: Sind denn alle netten Männer schwul? (Fernsehfilm)
- 2006: Meine verrückte türkische Hochzeit
- 2008: Die Welle
- 2010: Die Relativitätstheorie der Liebe
- 2012: Die vierte Macht
- 2013: Das Wochenende
- 2014: Hectors Reise oder die Suche nach dem Glück (Hector and the Search for Happiness)
- 2016: Salt and Fire
- 2016: Tod auf Raten (Short Term Memory Loss)
- 2017: Unter deutschen Betten
- 2019: Spurlos in Marseille
- 2023: Das Boot (Fernsehserie)
- 2023: Was wir fürchten (Fernsehserie)

## Auszeichnungen
- 2013 wurde ihr der Metropolis-Regiepreis als beste Produzentin des Jahres für Das Wochenende verliehen.[5]
- 2008: Deutscher Filmpreis in Bronze für den Kinofilm Die Welle.
- 2007: Grimme-Preis für den Fernsehfilm Meine verrückte türkische Hochzeit.
- 2001: Grimme-Preis für den Fernsehfilm Das Phantom von Dennis Gansel.